# بشارت (مسیحیت)
در مسیحیت، بشارت (زبان یونانی: εὐαγγέλιον&nbsp;euangélion; انگلیسی باستان: gospel), خبر فرارسیدن ملکوت خدا (Mark 1:14-15), و مرگ عیسی بر صلیب و زنده شدن مجدد او برای احیای رابطه مردم با خدا است. بشارت همچنین ممکن است نزول روح القدس بر مؤمنان و ظهور دوم مسیح را در بر بگیرد.
پیام بشارت در انجیلهای چهارگانه به عنوان روایت توصیف شده‌است.